# Andriej Kucharienko
Andriej Aleksandrowicz Kucharienko (ros. Андрей Александрович Кухаренко; ur. 24 lutego 1997) – rosyjski lekkoatleta.
W 2015 zdobył złoty medal mistrzostw Europy juniorów w sztafecie 4 × 400 m.
Mistrz Rosji w sztafecie 4 × 400 m z 2018 roku i wicemistrz kraju w biegu na 200 m z 2017 roku z czasem 21,07 s. Halowy mistrz Rosji w sztafecie 4 × 200 m z 2017 roku.
Rekordy życiowe:
- 200 m – 21,06 s (Czelabińsk, 28 lipca 2018)
- 400 m – 46,72 s (Soczi, 25 maja 2017)